# Тимофеєво (Торжоцький район)
Тимофеєво (рос. Тимофеево) — присілок в Торжоцькому районі Тверської області Російської Федерації.
Населення становить 0 осіб. Входить до складу муніципального утворення Масловське сільське поселення.

## Історія
Від 2005 року входить до складу муніципального утворення Масловське сільське поселення.

## Населення
| 1996 | 2002 | 2008 | 2010 |
| ---- | ---- | ---- | ---- |
| 2    | →2   | ↘0   | →0   |